# Cavaliere di gran croce decorato di gran cordone

Collare da cavaliere di gran croce decorato di gran cordone

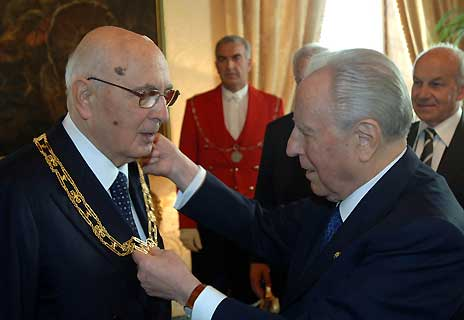
Giorgio Napolitano viene decorato con il gran collare dell'ordine al merito della Repubblica dal predecessore alla Presidenza della Repubblica Carlo Azeglio Ciampi

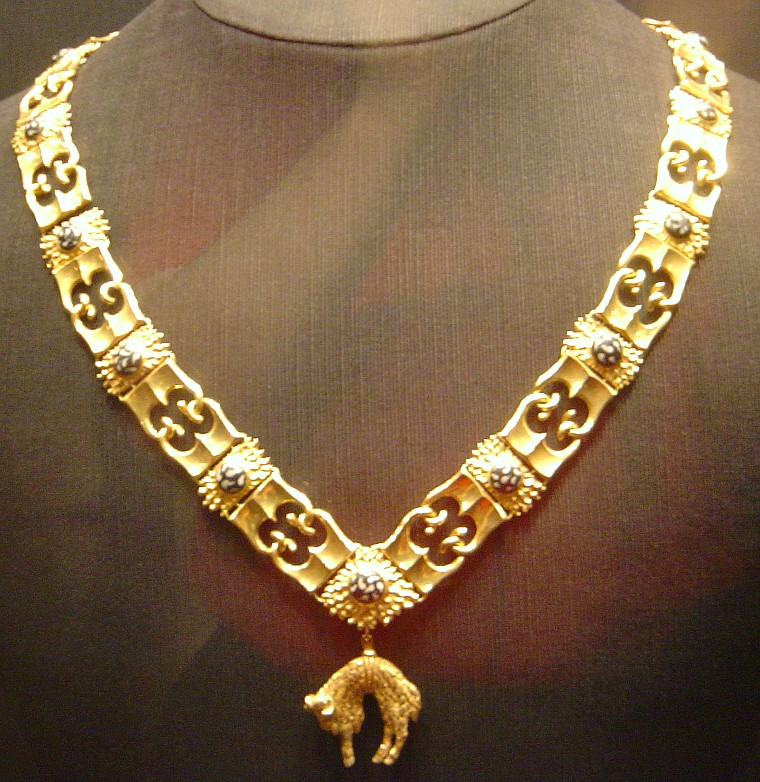
Il collare dell'ordine del Toson d'oro, una delle più famose decorazioni tipicamente da collare

Il titolo di cavaliere di gran croce decorato di gran cordone è l'onorificenza più alta prevista dagli ordinamenti di benemerito internazionali. Esso viene talvolta anche indicato con cavaliere di gran croce decorato di gran collare per quegli ordini che prevedano un collare come massima onorificenza.
Il titolo di cavaliere di gran croce decorato di gran cordone ha un solo grado, e consiste in un innalzamento del precedente grado di cavaliere di gran croce ed è inferiore solamente alla carica di gran maestro dell'ordine stesso, quando prevista.

## Il titolo e le sue varie accezioni

### Francia
In Francia esso viene conferito in prevalenza solo in occasione della Legion d'onore, ordine cavalleresco creato da Napoleone Bonaparte, primo console della Prima repubblica francese, il 19 maggio 1802 e sopravvissuto sino ad oggi come la massima onorificenza dello stato francese.

### Germania
In Germania il titolo (Großkreuz mit Großkollar) è stato raramente utilizzato, ma si sono registrati casi in cui alcuni ordini a classe unica (ordine del Toson d'oro) abbiano utilizzato anche questa accezione per descrivere i propri insigniti, talvolta con la semplice formula di Großkollar o Großkordon.

### Italia
In Italia il titolo di cavaliere di gran croce decorato di gran cordone non è mai coinciso con quello di gran maestro ed è tuttora un grado onorifico della gran croce, riconosciuto per particolari meriti di benemerenza sia negli ordini degli Stati pre-unitari, sia nel Regno d'Italia sia nella Repubblica.

## Insegne
Gli insigniti della gran croce decorati di gran cordone di un ordine cavalleresco, solitamente, indossano l'onorificenza come segue:
il collare viene portato attorno al collo dell'insignito, cadente anche sulle spalle, ed è realizzato solitamente in oro o materiali preziosi unitamente a pietre preziose o semipreziose. Esso è sovente accompagnato da simboli e cifre che rimandano alle medesime figure identificative dell'ordine, o che compaiono come motivo sulla medaglia o sulla placca da petto.